# 24 avril 2009
Le vendredi 24 avril 2009 est le 114e jour de l'année 2009.

## Décès
- Maxime Lehmann (né le 17 décembre 1906), footballeur suisse naturalisé français
- Virgílio Marques Mendes (né le 17 novembre 1926), footballeur portugais
- Dina Koston (né en 1929), pianiste américaine, professeur de musique et compositrice
- Bernard Haller (né le 5 décembre 1933), humoriste et acteur suisse
- Serge Cacciari (né le 1er janvier 1952), militant autonomiste corse
- Matteo Farina (né le 19 septembre 1990), jeune laïc Italien

## Autres événements
- Sortie aux États-Unis du film Le Puits et le Pendule
- Sortie aux États-Unis du film The Mutant Chronicles
- Sortie au Royaume-Uni du film Shifty
- Début de la diffusion de la série Le Petit Royaume de Ben et Holly
- Sortie aux États-Unis du film Barbe bleue
- Sortie en Espagne du film Fuga de cerebros
- Sortie du film Le Soliste
- Sortie du livre Le Retour du banni
- Air Sénégal International prend la décision de suspendre ses vols
- Parution du roman Les Onze
- Sortie de l'album Bible of the Beast
- Découverte de la comète périodique 339P/Gibbs
- Sortie du jeu Company of Heroes: Tales of Valor
- Découvert de l'astéroïde (216897) Golubev
- Sortie du single Fire Burning
- Sortie du manga Sprite
- L'Organisation mondiale de la santé publie un communiqué qui fait état de l'apparition et de la diffusion de la grippe A (H1N1)